# Baszta Batorego
Baszta Stefana Batorego (ukr. Башта Стефана Баторія) – największa baszta Kamieńca Podolskiego. Jej inne nazwy to: Królewska, Spiżowa, Magazynowa, Kuśnierska, Siedmiopiętrowa.
W pierwotnej postaci zbudowano ją w latach 1564–1565. W 1585 roku rozbudowana. W 1780 roku podwyższona przez komendanta twierdzy Jana de Witte. Kolejną nadbudowę sfinansował król Stanisław August Poniatowski.
Od 1928 roku pod ochroną jako zabytek.

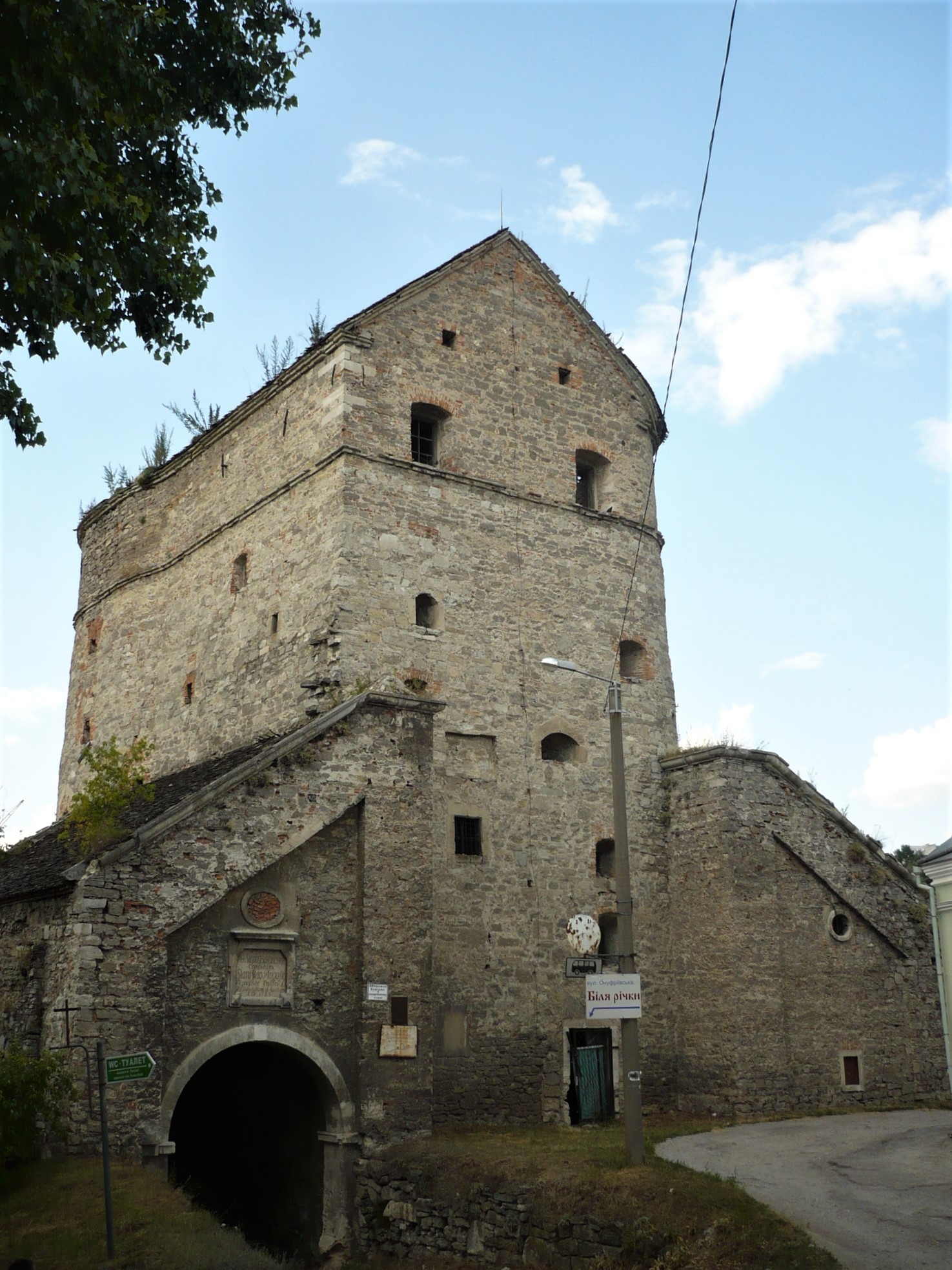
Baszta Batorego
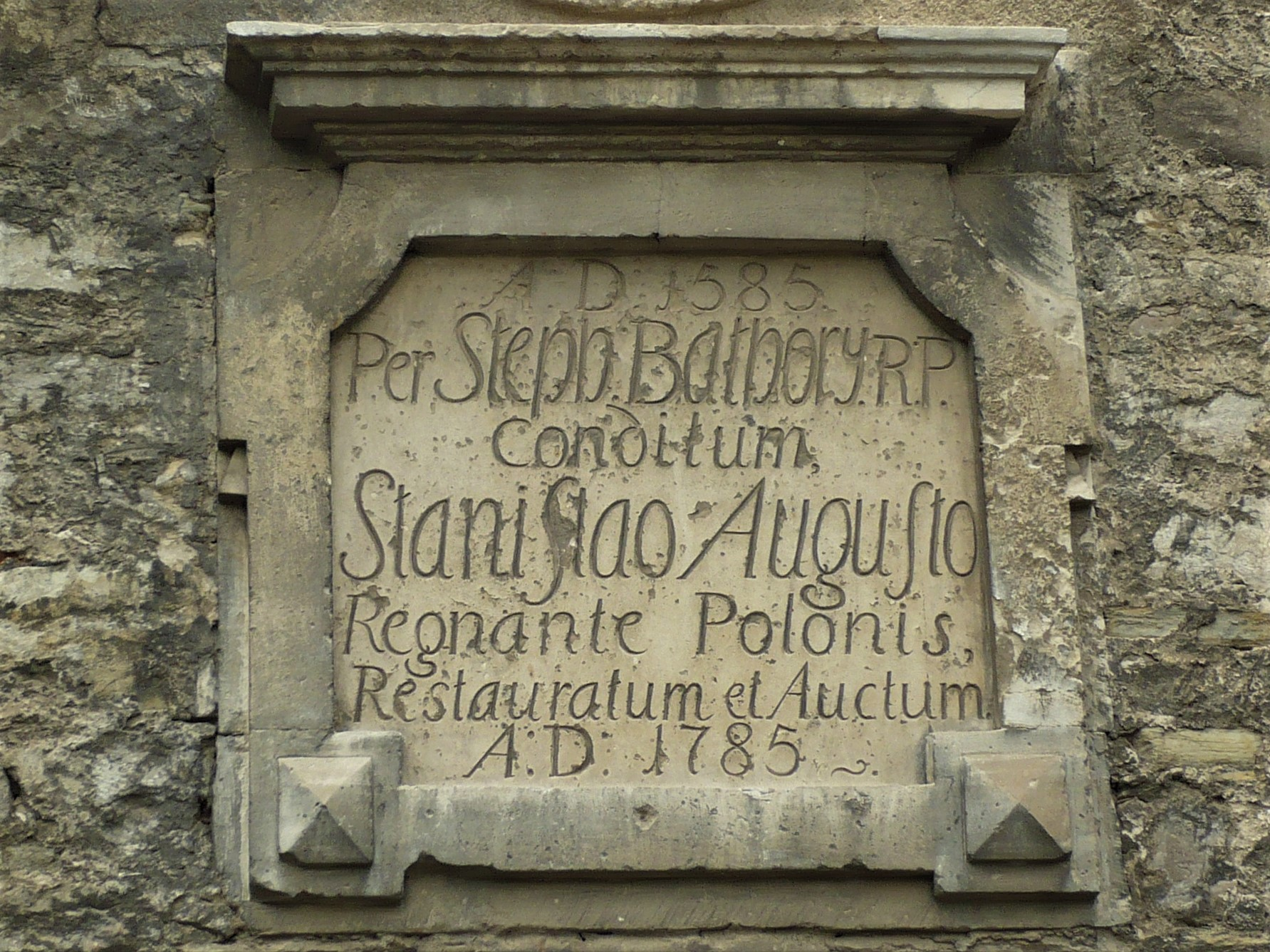
Tablica na baszcie